# Biskupová
Biskupová (bis 1927 slowakisch auch „Biskupice“; ungarisch Püspökfalu) ist eine slowakische Gemeinde im Okres Topoľčany und im Nitriansky kraj mit 241 Einwohnern (Stand 31. Dezember 2024).

## Geographie
Die Gemeinde befindet sich im mittleren Teil des Hügellands Nitrianska pahorkatina am Mittellauf der Radošinka. Das Ortszentrum liegt auf einer Höhe von 157 m n.m. und ist 22 Kilometer von Topoľčany entfernt.
Nachbargemeinden sind Malé Ripňany im Norden, Čermany im Nordosten, Hruboňovo im Osten, Kapince im Süden und Merašice im Westen.

## Geschichte
Biskupová wurde im 13. Jahrhundert gegründet, zum ersten Mal aber erst 1326 als Villa Domini Episcopi Nitriensis schriftlich erwähnt und war zuerst Gut des Bistums Neutra und stand später unter der Verwaltung der Herrschaft Radošina. 1715 gab es Weingärten, zwei untertane und acht Einlieger-Haushalte, 1753 wohnten 28 Familien im Ort, 1787 hatte die Ortschaft 22 Häuser und 125 Einwohner, 1828 zählte man 21 Häuser und 146 Einwohner, die als Landwirte beschäftigt waren.
Bis 1918 gehörte der im Komitat Neutra liegende Ort zum Königreich Ungarn und kam danach zur Tschechoslowakei beziehungsweise heute Slowakei. Auch in der ersten tschechoslowakischen Republik war Biskupová ein landwirtschaftlich geprägter Ort. 1942 wurde der Ort elektrifiziert.

## Bevölkerung
| Jahr                | 1994 | 2004     | 2014    | 2024    |
| ------------------- | ---- | -------- | ------- | ------- |
| Anzahl der Personen | 197  | 242      | 246     | 241     |
| Unterschied         |      | +22,84 % | +1,65 % | −2,03 % |

| Jahr                | 2023 | 2024    |
| ------------------- | ---- | ------- |
| Anzahl der Personen | 246  | 241     |
| Unterschied         |      | −2,03 % |

Gemäß der Volkszählung 2011 wohnten in Biskupová 220 Einwohner, davon 216 Slowaken und ein Magyare. Drei Einwohner machten keine Angabe zur Ethnie.
199 Einwohner bekannten sich zur römisch-katholischen Kirche, drei Einwohner zur Evangelischen Kirche A. B., zwei Einwohner zur griechisch-katholischen Kirche und ein Einwohner zur evangelisch-methodistischen Kirche. 11 Einwohner waren konfessionslos und bei vier Einwohnern wurde die Konfession nicht ermittelt.